# Белвју (Илиноис)
Белвју (енгл. Bellevue) град је у америчкој савезној држави Илиноис.

## Демографија
По попису из 2010. године број становника је 1.978, што је 91 (4,8%) становника више него 2000. године.
| Група             | 2000.         | 2010.         |
| Белци             | 1.784 (94,5%) | 1.865 (94,3%) |
| Афроамериканци    | 19 (1,0%)     | 20 (1,0%)     |
| Азијати           | 13 (0,7%)     | 16 (0,8%)     |
| Хиспаноамериканци | 30 (1,6%)     | 43 (2,2%)     |
| Укупно            | 1.887         | 1.978         |